# ابرشرکت نوز (تا ۲۰۱۳)
ابرشرکت نوز (به انگلیسی: News Corporation) ابرشرکت مادرتخصصی رسانه‌های گروهی چندملیتی مستقر در نیویورک بود، که در سال ۱۹۷۹ توسط روپرت مرداک استرالیایی، در شهر آدلاید پایه‌گذاری شد.
این ابرشرکت پس از شرکت والت دیزنی دومین گروه رسانه‌ای جهان به‌شمار می‌آمد، همچنین در سال ۲۰۰۹ نیوزکورپ به‌عنوان سومین شرکت سرگرمی جهان شناخته شد.
نیوز دارای شمار بسیاری شرکت تابعه و زیرمجموعه بود، که شناخته شده‌ترین آن‌ها شامل: نیوز لیمیتد در زمینه انتشارات و نشر روزنامه در استرالیا، نیوز اینترنشنال مستقر در بریتانیا، که مدیریت بر روزنامه سان، تایمز و نیوز آو د ورلد (که در ماه ژوئیه ۲۰۱۱ در پی رسوایی شنود نیوز آو د ورلد منحل شد) را بر عهده دارد، شرکت داو جونز که در حوزه ارائه داده‌ها و اطلاعات مالی فعال است و بازوی انتشاراتی آن وال استریت ژورنال می‌باشد، انتشارات هارپرکالینز که در زمینه چاپ و انتشار کتاب فعالیت می‌کند و گروه سرگرمی فاکس که مالک یکی از بزرگترین شبکه‌های تلویزیونی ایالات متحده آمریکا؛ شبکه رسانه‌ای فاکس بوده و شرکت‌های فاکس ۲۱، شبکه رسانه‌ای فاکس، شبکه فاکس بیزنس، شبکه تلویزیونی اف‌ایکس و شبکه خبری فاکس نیوز از زیرمجموعه‌های آن محسوب می‌شد، که در مجموع از شرکت‌های فرعی، تابعه و زیرمجموعه ابرشرکت نیوز به‌شمار می‌آمدند.
این ابرشرکت از طریق اسپین-آف در سال ۲۰۱۴ به نوز کورپ و فاکس قرن ۲۱ تبدیل شد.

## تاریخچه
نیوزکورپ در سال ۱۹۷۹ به عنوان یک شبکه خبری تأسیس شد. مرداک اولین شبکه ۲۴ ساعته اروپایی به اسم اسکای نیوز در انگلیس را در سال ۱۹۸۹ دایر کرد. او پس از تأسیس شرکت فیلم‌سازی فاکس قرن بیستم در سال ۱۹۸۵، در ۳۱ ژانویه ۱۹۹۶ اعلام کرد که قصد دارد یک شبکه ۲۴ ساعته کابلی و ماهواره‌ای در ایالات متحده آمریکا نیز راه‌اندازی کند.
روپرت مرداک با تجربه فراوان در راه‌اندازی شبکه‌های خبری ۲۴ ساعته هدف خود را از راه‌اندازی این شبکه ایجاد نیروی چهارم در عرصه رسانه عنوان کرد، که توانایی رقابت با سه قدرت مهم آن زمان؛ یعنی سی‌بی‌اس، ان‌بی‌سی و ای‌بی‌سی را داشته باشد و این کار را از طریق خرید شش ایستگاه تلویزیونی انجام داد.
در فوریه ۱۹۹۶ روپرت مرداک توانست با همکاری «راجر آیلس» مدیر اجرایی ان‌بی‌سی که از کار خود کناره‌گیری کرده بود، شبکه فاکس نیوز را راه‌اندازی کند. آیلس نیز در مدت ۵ ماه مقدمات کار را فراهم کرد و برنامه‌های فاکس نیوز برای اولین بار در ۷ اکتبر ۱۹۹۶ به روی آنتن رفت. شرکت فاکس با رشد بسیار سریع خود، در سال بعد درآمدی معادل ۵ میلیون و ششصد هزار دلار داشت، در حالی که سال قبل از آن ۵۵ میلیون دلار ضرر کرده بود.
در آغاز کار فقط ۱۰ میلیون خانه قادر بودند، به برنامه‌های فاکس نیوز دسترسی داشته باشند، که عمده آن‌ها در نیویورک و لس‌آنجلس بودند. به تدریج برنامه‌های فاکس طرفداران زیادی پیدا کرد. دعوت از میهمانان مختلف نیز باب شد و سرعت گزارشگران فاکس نیوز در انتقال و انتشار اخبار بسیار زیاد گردید. کیفیت بالای برنامه‌های فاکس نیوز در شهرت و گسترش این شبکه خبری نقش زیادی داشت.
مرداک همچنین توانست انحصار شبکه کابلی را از تایم وارنر صاحب شرکت‌های شبکه‌های کابلی در نیویورک سیتی بگیرد و در سال ۱۹۹۷ اجازه این کار را گرفت و در سال ۲۰۰۱ در تمام شهر نیویورک گسترش داد.
فاکس نیوز با اینکه در ایالات متحده آمریکا واقع بود، اما در بسیاری از کشورها، عوامل و کارگزارهایی داشته و به پخش برنامه‌های خود به صورت کابلی و ماهواره‌ای پرداخته و ۱۵ ساعت در روز برنامه زنده داشت.
همزمان با گسترش فاکس نیوز، این شبکه اقدام به تأسیس یک ایستگاه رادیویی در سال ۲۰۰۳ تحت عنوان «رادیو فاکس نیوز» نیز کرد. شبکه‌های فاکس نیوز در کشورهای دیگر حتی برنامه‌های محلی نیز پخش می‌کردند. این شبکه در کشورهایی مانند بریتانیا، استرالیا، برزیل، ایتالیا، نیوزیلند، کشورهای اسکاندیناوی و … حضور فعالی داشته و در مجموع در بیش از ۴۰ کشور قابل دسترس بود.
نیوزکورپ همچنین با هدف ایجاد یک مقصد آنلاین برای ناشران متنوع به منظور فروش اخبار به کاربران آی‌پد و سایر رایانه‌های لوحی، مدتی روی پروژه «آلزیا» متمرکز بود و حدود ۵٫۳۱ میلیون دلار نیز در این طرح سرمایه‌گذاری کرد.
این پروژه که برای یکی کردن محتوای روزنامه‌های نیوزکورپ با روزنامه‌های ناشران دیگر در نظر گرفته شده بود، بخشی از طرح بلندپروازانه روپرت مرداک، صاحب این امپراتوری رسانه‌ای به منظور کمک به ناشران برای دریافت پول از محتوای آنلاین بود.
نیوزکورپ که در سال ۲۰۰۷ شرکت داو جونز ناشر مجله «وال استریت ژورنال» را از آن خود کرده بود، در اوایل سال ۲۰۱۰ میلادی نیز ۷۰ میلیون دلار از سهام شبکه سرگرمی عربی روتانا را خریداری نمود. این مبلغ که معادل ۹٫۹٪ درصد از سهام روتانا بود، به حضور «نیوز کورپ» در منطقه عرب توسعه بخشید و حوزه پوشش برنامه‌های روتانا را در سایر نقاط جهان گسترده‌تر کرد.
نیوزکورپ در بریتانیا شبکه تلویزیونی اسکای و سه روزنامه بزرگ «تایمز»، «ساندی تایمز» و «سان» را دارد و در هند، آمریکای لاتین و هنگ کنگ و استرالیا نیز چندین شبکه تلویزیونی را اداره می‌کند و به تازگی شبکه اسکای ایتالیا را نیز در رم راه‌اندازی کرده‌است.
این شرکت اکنون صاحب یک‌چهارم از کل رسانه‌های شنیداری، دیداری و چاپی جهان است و به واسطه دارا بودن استودیوی فیلم‌سازی کمپانی فاکس قرن بیستم نفوذ زیادی در هالیوود دارد. بیش از ۶۴ هزار نفر در سراسر جهان برای این شرکت کار می‌کنند و در سال ۲۰۱۲ میلادی درآمدی بالغ بر ۳۳ میلیارد دلار داشته‌است.

## عملیات
ابرشرکت نیوز که معمولاً به اختصار «نیوزکورپ» خوانده می‌شود، شرکت چندملیتی رسانه‌های گروهی مستقر در نیویورک است، که دومین شرکت رسانه‌ای جهان در سال ۲۰۱۱ بوده و در سال ۲۰۰۹ به‌عنوان سومین شرکت سرگرمی جهان بر پایه میزان درآمد سالیانه شناخته شده‌است. متعلق به روپرت مرداک، یکی از میلیاردرهای بزرگ جهان است.
این شرکت مالک شبکه‌های تلویزیونی اسکای، سایت اینترنتی و شبکه تلویزیونی «مای‌اسپیس»، شبکه ویدئویی آنلاین هولو، شبکه سرگرمی عربی روتانا، بازی‌های سرگرمی‌همراه جامبا، اولین پورتال سرگرمی هندوستان با نام «ایندیا» و گروه رسانه‌ای فاکس متشکل از فاکس کارتون، فاکس اسپرت، فاکس تی‌وی، فاکس نیوز،شبکه فارسی‌زبان فارسی وان(Farsi1)و … است.
فاکس نیوز یک شبکه ماهواره‌ای و خبری کابلی ایالات متحده آمریکا متعلق به گروه رسانه‌ای فاکس است، که یکی از پربیننده‌ترین شبکه‌های خبری محسوب می‌شود. در سال ۲۰۰۹ این شبکه برای ۱۰۲ میلیون خانه در ایالات متحده آمریکا قابل دسترسی بوده و بینندگان بین‌المللی بسیار زیادی نیز دارد.

## رسانه‌های تحت مالکیت
از مهم‌ترین رسانه‌های تحت مالکیت ابرشرکت نیوز می‌توان به موارد زیر اشاره کرد:
- روزنامه وال استریت ژورنال
- شبکه رسانه‌ای فاکس
- فاکس قرن بیستم
- روزنامه تایمز چاپ لندن
- روزنامه نیویورک پست
- دایرکت‌تی‌وی
- مای‌اسپیس
- ویاکوم
- شبکه فاکس بیزنس
- داو جونز
- وال استریت ژورنال
- بی‌اسکای‌بی
- نیویورک پست
- میانگین صنعتی داو جونز
- وگ (مجله)
- فاکس ۲۱
- آی‌تی‌وی پی‌ال‌سی
- اسکای ایتالیا
- شبکه فاکس بیزنس
- اف‌ایکس (شبکه تلویزیونی)
- شبکه نشنال جئوگرافیک
- نشنال جئوگرافیک وایلد
- سای فای (شبکه تلویزیونی)
- هیولو (وبگاه)
- گروه روتانا
- اف ایکس (شبکه تلویزیونی)
- اس کی فای (فارسی)
- فارسی۱

## مالکیت و اداره
- شرکت نیوز کورپ یک شرکت سهامی عام با ۶۶۵ میلیون سهم دارای حق رأی است.
- در مجموع ۴۰٪ درصد از سهام این شرکت در اختیار خانواده مرداک می‌باشد.
- ۷٪ درصد از سهام این شرکت در اختیار ولید بن طلال از امیران سعودی است.
- هیئت مدیره شرکت نیوز کورپ ۱۷ عضو دارد و ۵ نفر از این اعضا از مدیران اجرایی این شرکت می‌باشند.
- اعضا هیئت مدیره توسط سهام‌داران انتخاب شده و مدیر عامل آن نیز همچون کلیه شرکت‌ها، توسط هیئت مدیره انتخاب می‌گردند.
- سالانه یک کنفرانس با حضور مدیران، خبرنگاران برجسته و مدعوین سیاسی و سرشناس برگزار می‌گردد، که اخبار آن به بیرون درز نمی‌کند.

## رسوایی‌ها
در ژوئیه ۲۰۱۱ در پی رسوایی پیش آمده برای مجله نیوز آو د ورلد، یکی از مجلات تحت مالکیت ابرشرکت نیوز، که به رسوایی شنود نیوز آو د ورلد مشهور گردید، ابرشرکت نوز، این مجله را، پس از ۱۶۸ سال انتشار، تعطیل کرد. رسوایی در پی انتشار خبر هک کردن تلفن‌های بسیاری از شخصیت‌ها، توسط خبرنگاران مجله نیوز آو د ورلد پیش آمده بود.

## بازار بورس
سهام شرکت ابر شرکت نوز در بازار بورس نیویورک، بورس اوراق بهادار استرالیا و بورس نزدک دادوستد می‌شود.